# Acrolophus infida
Acrolophus infida är en fjärilsart som beskrevs av Edward Meyrick 1913. Acrolophus infida ingår i släktet Acrolophus och familjen Acrolophidae. Inga underarter finns listade i Catalogue of Life.